# Los muchachos de antes no usaban gomina (película de 1969)
Los muchachos de antes no usaban gomina es una película argentina dirigida por Enrique Carreras según guion de Norberto Aroldi  sobre la obra homónima de Manuel Romero que se estrenó el 13 de marzo de 1969 y que tuvo como protagonistas a Rodolfo Bebán, Susana Campos y Osvaldo Miranda.

## Sinopsis
Un joven de buena familia, aconsejado por su padre, rompe con su novia para casarse con una chica de la alta sociedad. Ya en la madurez, casado, viejo y aburrido, rememora con tristeza el pasado. Se realza aquí también el valor de la amistad, aquella que tiene el joven de buena familia con su inseparable "Mocho".

## Comentario
Para Manrupe y Portela es una innecesaria y hueca remake con todos los tics (clichés) imaginables.
En tanto la revista Confirmado publicó la siguiente crítica:

"La realización de Enrique Carreras es fastuosa, pero la acumulación de tranways, coches de punto y estampas de Buenos Aires de 1907 tiene un ominoso aire de arqueología, doblemente anacrónico porque no se inspira en un tiempo pasado sino en una visión de hace 30 años -la de Romero- que es intransferible"

## Reparto
- Rodolfo Bebán... Alberto
- Susana Campos	 ...	La Rubia Mireya
- Osvaldo Miranda	 ...	Ponce
- Carlos Estrada... El guapo Rivera
- Nora Cárpena	... Camila
- Sabina Olmos... Madre de Alberto
- Juan Carlos Dual
- Beba Bidart
- Guillermo Battaglia
- Daniel de Alvarado
- Soledad Silveyra
- Nina Pontier
- Mirtha Dabner
- Néstor Fabián
- Rolo Puente
- Jorge De La Riestra
- Pablo Alarcón
- Juan Alighieri
- Trissi Bauer
- Virginia Romay
- Norberto Suárez
- Cuny Vera
- Romerito
- Carlos Lucini
- Juan Carlos Lima... Jorge Newbery[2]
- María Esther Gamas
- Claudio Arias
- Carlos Víctor Andris
- Carlos Lagrotta
- Alfonso Pisano
- Juan Carlos Lamas